# Argy
Pour les articles homonymes, voir Argy (homonymie).
Argy est une commune française située dans le département de l'Indre, en région Centre-Val de Loire.

## Géographie

### Localisation
Argy est située dans l'ouest du département, dans la région naturelle de la Champagne berrichonne.
Les communes limitrophes sont : Sougé (4 km), Pellevoisin (5 km), Villegouin (6 km), Saint-Lactencin (6 km), Buzançais (6 km), Francillon (9 km) et Levroux (14 km).
Les communes chefs-lieux et préfectorales sont : Buzançais (6 km), Châteauroux (24 km), Issoudun (42 km), Le Blanc (44 km) et La Châtre (58 km).

### Hameaux et lieux-dits
Les hameaux et lieux-dits de la commune sont : Cornepic, Gravet, les Escarouettes et la Bonduaire.
grand juscop, petit juscop, argiette, villours

### Géologie et hydrographie
La commune est classée en zone de sismicité 2, correspondant à une sismicité faible.
Le territoire communal est arrosé par la rivière Cité.

### Climat
Pour des articles plus généraux, voir Climat du Centre-Val de Loire et Climat de l'Indre.
En 2010, le climat de la commune est de type climat océanique dégradé des plaines du Centre et du Nord, selon une étude du CNRS s'appuyant sur une série de données couvrant la période 1971-2000. En 2020, Météo-France publie une typologie des climats de la France métropolitaine dans laquelle la commune est exposée à un climat océanique altéré et est dans la région climatique Centre et contreforts nord du Massif Central, caractérisée par un air sec en été et un bon ensoleillement.
Pour la période 1971-2000, la température annuelle moyenne est de 11,5 °C, avec une amplitude thermique annuelle de 14,9 °C. Le cumul annuel moyen de précipitations est de 725 mm, avec 11,4 jours de précipitations en janvier et 6,9 jours en juillet. Pour la période 1991-2020, la température moyenne annuelle observée sur la station météorologique de Météo-France la plus proche, sur la commune de Pellevoisin à 5 km à vol d'oiseau, est de 12,4 °C et le cumul annuel moyen de précipitations est de 798,0 mm,. Pour l'avenir, les paramètres climatiques de la commune estimés pour 2050 selon différents scénarios d'émission de gaz à effet de serre sont consultables sur un site dédié publié par Météo-France en novembre 2022.

### Voies de communication et transports
Le territoire communal est desservi par les routes départementales : 11, 28, 28E, 28G, 63, 76 et 926.
La ligne de Salbris au Blanc passe par le territoire communal, deux gares (Argy et Juscop) desservent la commune, par le train touristique du Bas-Berry. L'autre gare ferroviaire la plus proche est celle de Châteauroux, à 28 km, qui se trouve sur la ligne des Aubrais - Orléans à Montauban-Ville-Bourbon.
Argy est desservie par la ligne S du Réseau de mobilité interurbaine.
L'aéroport le plus proche est l'aéroport de Châteauroux-Centre, à 28 km.
Le territoire communal est traversé par le sentier de grande randonnée de pays de Valençay.

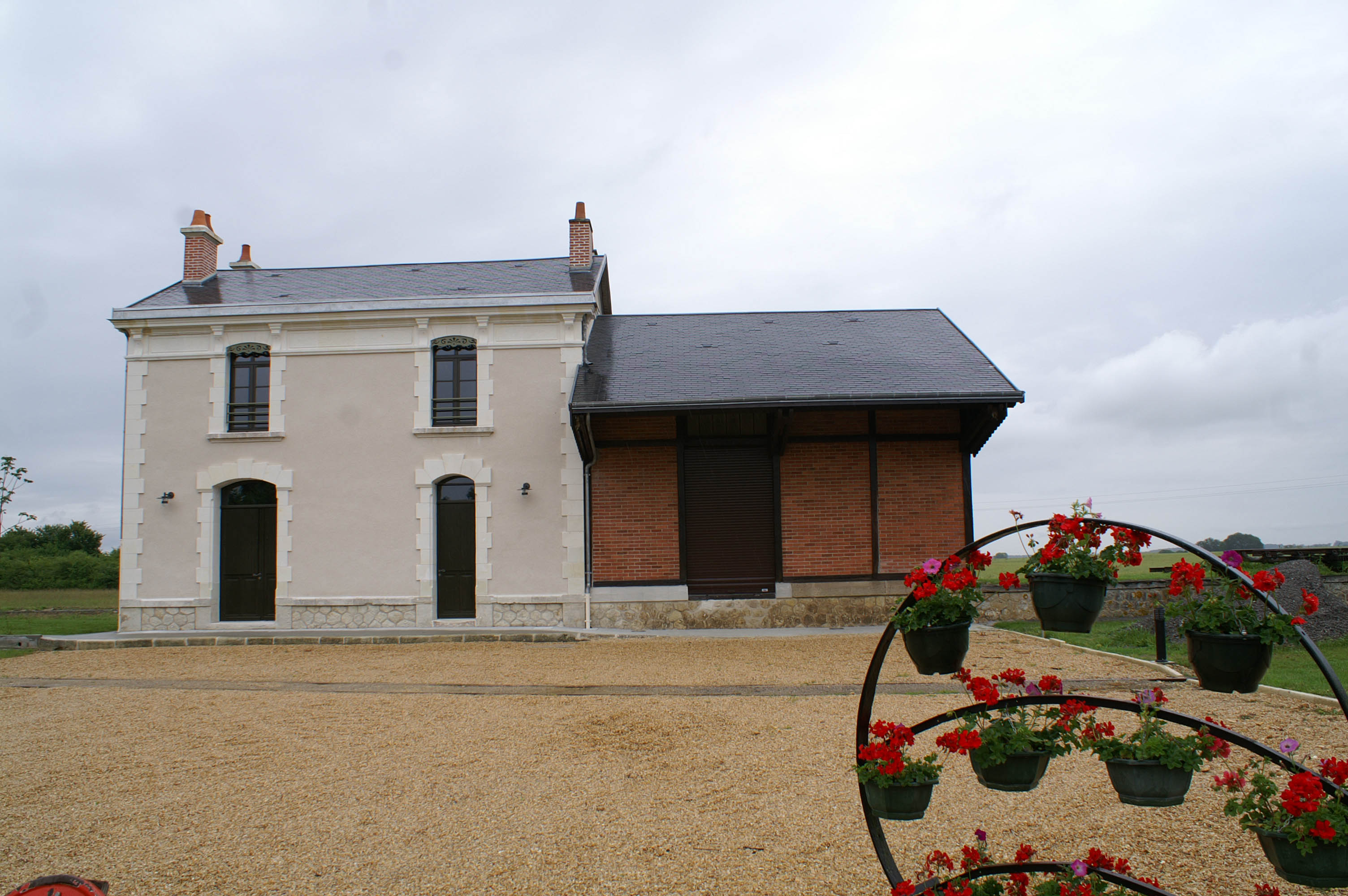
La gare d'Argy en 2010.

## Urbanisme

### Typologie
Au 1er janvier 2024, Argy est catégorisée commune rurale à habitat dispersé, selon la nouvelle grille communale de densité à sept niveaux définie par l'Insee en 2022.
Elle est située hors unité urbaine. Par ailleurs la commune fait partie de l'aire d'attraction de Châteauroux, dont elle est une commune de la couronne,. Cette aire, qui regroupe 71 communes, est catégorisée dans les aires de 50 000 à moins de 200 000 habitants,.

### Occupation des sols
L'occupation des sols de la commune, telle qu'elle ressort de la base de données européenne d’occupation biophysique des sols Corine Land Cover (CLC), est marquée par l'importance des territoires agricoles (89,3 % en 2018), une proportion sensiblement équivalente à celle de 1990 (89,5 %). La répartition détaillée en 2018 est la suivante : 
terres arables (74,6 %), prairies (12,3 %), forêts (9,6 %), zones agricoles hétérogènes (2,5 %), zones urbanisées (1 %). L'évolution de l’occupation des sols de la commune et de ses infrastructures peut être observée sur les différentes représentations cartographiques du territoire : la carte de Cassini (XVIIIe siècle), la carte d'état-major (1820-1866) et les cartes ou photos aériennes de l'IGN pour la période actuelle (1950 à aujourd'hui).

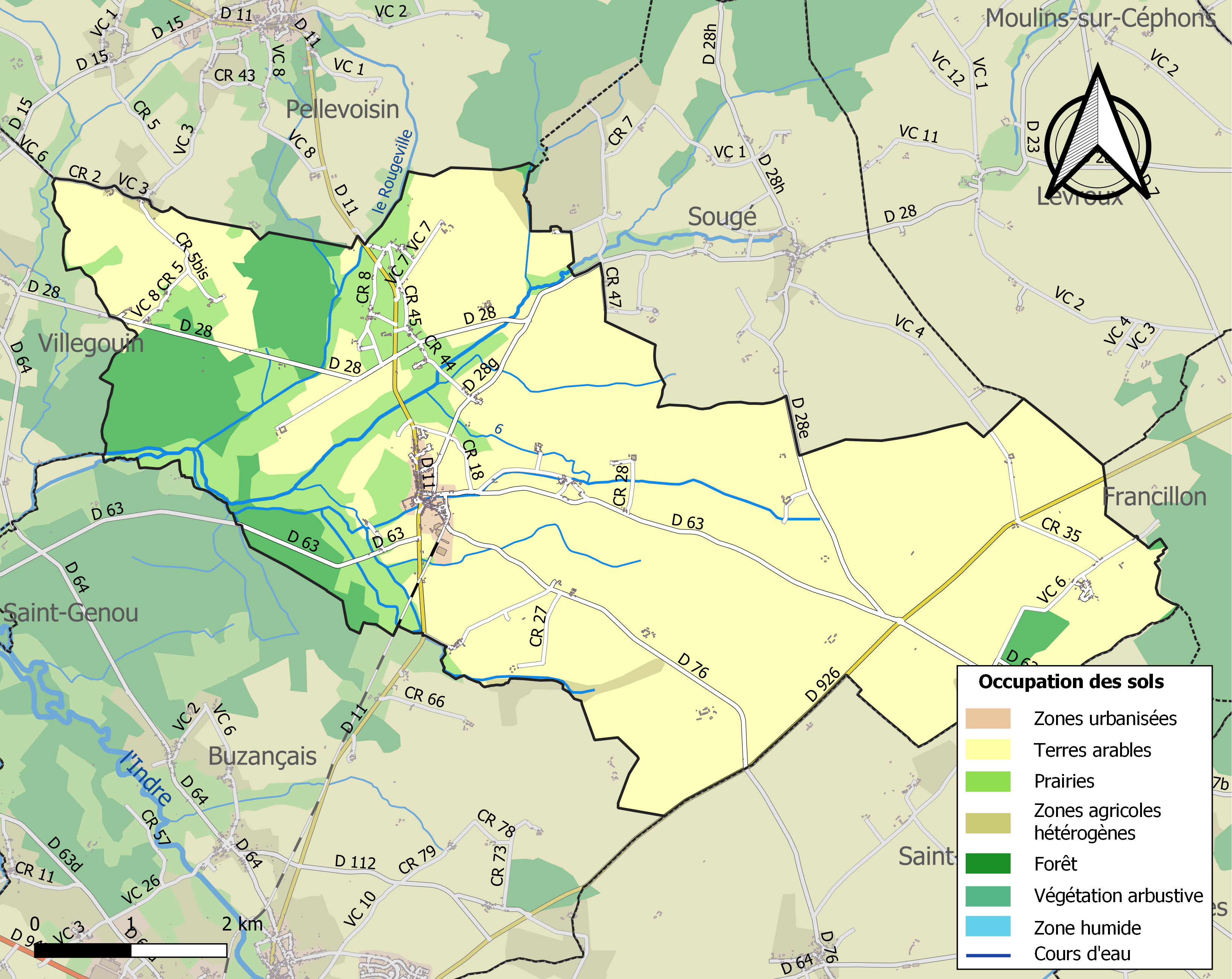
Carte des infrastructures et de l'occupation des sols de la commune en 2018 (CLC).

### Logement
Le tableau ci-dessous présente le détail du secteur des logements de la commune :
| Date du relevé                                              | 2013   | 2015   |
| Nombre total de logements                                   | 375    | 371    |
| Résidences principales                                      | 76,1 % | 75,4 % |
| Résidences secondaires                                      | 9,7 %  | 8,8 %  |
| Logements vacants                                           | 14,3 % | 15,8 % |
| Part des ménages propriétaires de leur résidence principale | 77,9 % | 78,6 % |

### Risques majeurs
Le territoire de la commune d'Argy est vulnérable à différents aléas naturels : météorologiques (tempête, orage, neige, grand froid, canicule ou sécheresse), feux de forêts et séisme (sismicité faible). Un site publié par le BRGM permet d'évaluer simplement et rapidement les risques d'un bien localisé soit par son adresse soit par le numéro de sa parcelle.
Pour anticiper une remontée des risques de feux de forêt et de végétation vers le nord de la France en lien avec le dérèglement climatique, les services de l’État en région Centre-Val de Loire (DREAL, DRAAF, DDT) avec les SDIS ont réalisé en 2021 un atlas régional du risque de feux de forêt, permettant d’améliorer la connaissance sur les massifs les plus exposés. La commune, étant pour partie dans les massifs de Frédille et d'Argy, est classée au niveau de risque 4, sur une échelle qui en comporte quatre (1 étant le niveau maximal).

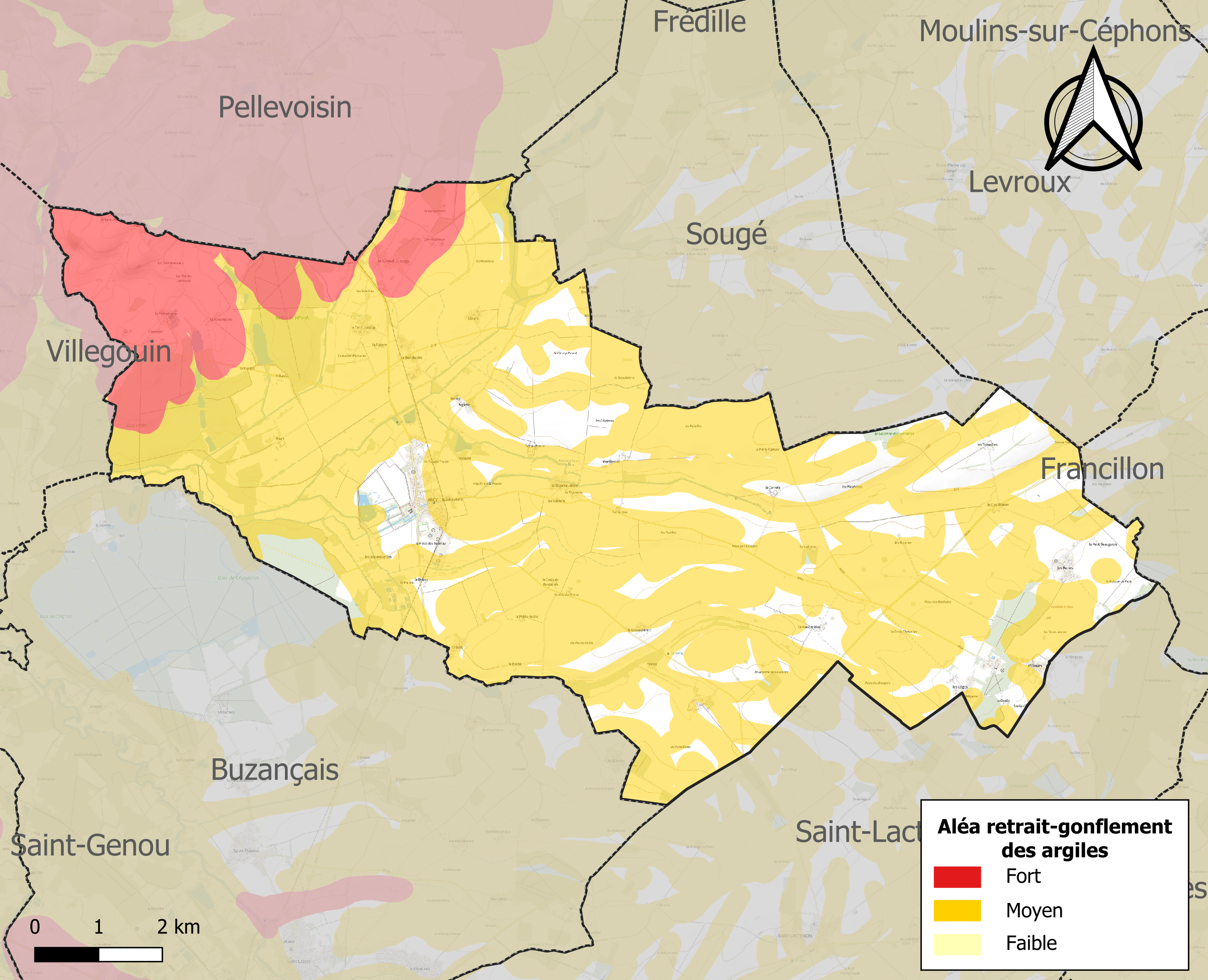
Carte des zones d'aléa retrait-gonflement des sols argileux d'Argy.

Le retrait-gonflement des sols argileux est susceptible d'engendrer des dommages importants aux bâtiments en cas d’alternance de périodes de sécheresse et de pluie. 82,6 % de la superficie communale est en aléa moyen ou fort (84,7 % au niveau départemental et 48,5 % au niveau national). Sur les 380 bâtiments dénombrés sur la commune en 2019, 192 sont en aléa moyen ou fort, soit 51 %, à comparer aux 86 % au niveau départemental et 54 % au niveau national. Une cartographie de l'exposition du territoire national au retrait gonflement des sols argileux est disponible sur le site du BRGM,.
Concernant les mouvements de terrains, la commune a été reconnue en état de catastrophe naturelle au titre des dommages causés par la sécheresse en 2006 et 2018 et par des mouvements de terrain en 1999.

## Toponymie
Le nom de la commune est attesté sous les formes de Argeio en 1154, Parrochia de Argioco en 1219, de Argeiaco et Arge en 1278, puis Argeium en 1327.
Le toponyme pourrait dériver du nom propre gallo-romain Aridius, avec le suffixe d’origine gauloise -acum, désignant un domaine.
Ses habitants sont appelés les Argyciens.

## Politique et administration
La commune dépend de l'arrondissement de Châteauroux, du canton de Buzançais, de la première circonscription de l'Indre et de la communauté de communes Val de l'Indre - Brenne.
Elle dispose d'une agence postale communale.
| Période                                  | Période   | Identité                    | Étiquette | Qualité            |
| ---------------------------------------- | --------- | --------------------------- | --------- | ------------------ |
| avant 1988                               | ?         | Jean Blanchet               |           |                    |
| mars 2001                                | mars 2008 | Gérard Salmon               | ?         | ?                  |
| mars 2008                                | mars 2014 | Chantal Barreau-Lignelet    | ?         | Retraitée notariat |
| mars 2014                                | En cours  | Bernadette Bonnin-Villemont | DVD       | Commerçante        |
| Les données manquantes sont à compléter. |           |                             |           |                    |

## Population et société

### Démographie
L'évolution du nombre d'habitants est connue à travers les recensements de la population effectués dans la commune depuis 1793. Pour les communes de moins de 10 000 habitants, une enquête de recensement portant sur toute la population est réalisée tous les cinq ans, les populations de référence des années intermédiaires étant quant à elles estimées par interpolation ou extrapolation. Pour la commune, le premier recensement exhaustif entrant dans le cadre du nouveau dispositif a été réalisé en 2007.

En 2022, la commune comptait 574 habitants, en évolution de −5,44 % par rapport à 2016 (Indre : −3 %, France hors Mayotte : +2,11 %).
| 1793  | 1800  | 1806  | 1821  | 1831  | 1836  | 1841  | 1846  | 1851  |
| ----- | ----- | ----- | ----- | ----- | ----- | ----- | ----- | ----- |
| 1 480 | 1 243 | 1 417 | 1 586 | 1 586 | 1 599 | 1 564 | 1 574 | 1 601 |

| 1856  | 1861  | 1866  | 1872  | 1876  | 1881  | 1886  | 1891  | 1896  |
| ----- | ----- | ----- | ----- | ----- | ----- | ----- | ----- | ----- |
| 1 574 | 1 559 | 1 588 | 1 474 | 1 530 | 1 472 | 1 437 | 1 402 | 1 356 |

| 1901  | 1906  | 1911  | 1921  | 1926  | 1931  | 1936  | 1946  | 1954  |
| ----- | ----- | ----- | ----- | ----- | ----- | ----- | ----- | ----- |
| 1 346 | 1 332 | 1 292 | 1 177 | 1 085 | 1 082 | 1 047 | 1 092 | 1 059 |

| 1962  | 1968 | 1975 | 1982 | 1990 | 1999 | 2006 | 2007 | 2012 |
| ----- | ---- | ---- | ---- | ---- | ---- | ---- | ---- | ---- |
| 1 027 | 912  | 796  | 687  | 663  | 614  | 611  | 611  | 625  |

| 2017 | 2022 | - | - | - | - | - | - | - |
| ---- | ---- | - | - | - | - | - | - | - |
| 603  | 574  | - | - | - | - | - | - | - |

### Enseignement
La commune dépend de la circonscription académique du Blanc.

### Manifestations culturelles et festivités
La fête du Clément, célébrée depuis le XIVe siècle, est fêtée le jour de la Saint-Clément (23 novembre). Les Clément (et Clémentine) se donnent rendez-vous dans la cour du château en l'honneur de l'un des fondateurs de la ville : Clément d'Argy.

### Équipement culturel
La bibliothèque municipale est renommée Espace culturel Raymonde-Vincent en 2019.

### Médias
La commune est couverte par les médias suivants : La Nouvelle République du Centre-Ouest, Le Berry républicain, L'Écho - La Marseillaise, La Bouinotte, Le Petit Berrichon, France 3 Centre-Val de Loire, Berry Issoudun Première, Vibration, Forum, France Bleu Berry et RCF en Berry.

## Économie
La commune se situe dans la zone d’emploi de Châteauroux et dans le bassin de vie de Buzançais.
La commune se trouve dans l'aire géographique et dans la zone de production du lait, de fabrication et d'affinage des fromages Valençay et Sainte-maure-de-touraine.

## Culture locale et patrimoine
- Château d'Argy
- Église Saint-Martin
- Chapelle Notre-Dame-du-Grand-Juscop
- Monument aux morts

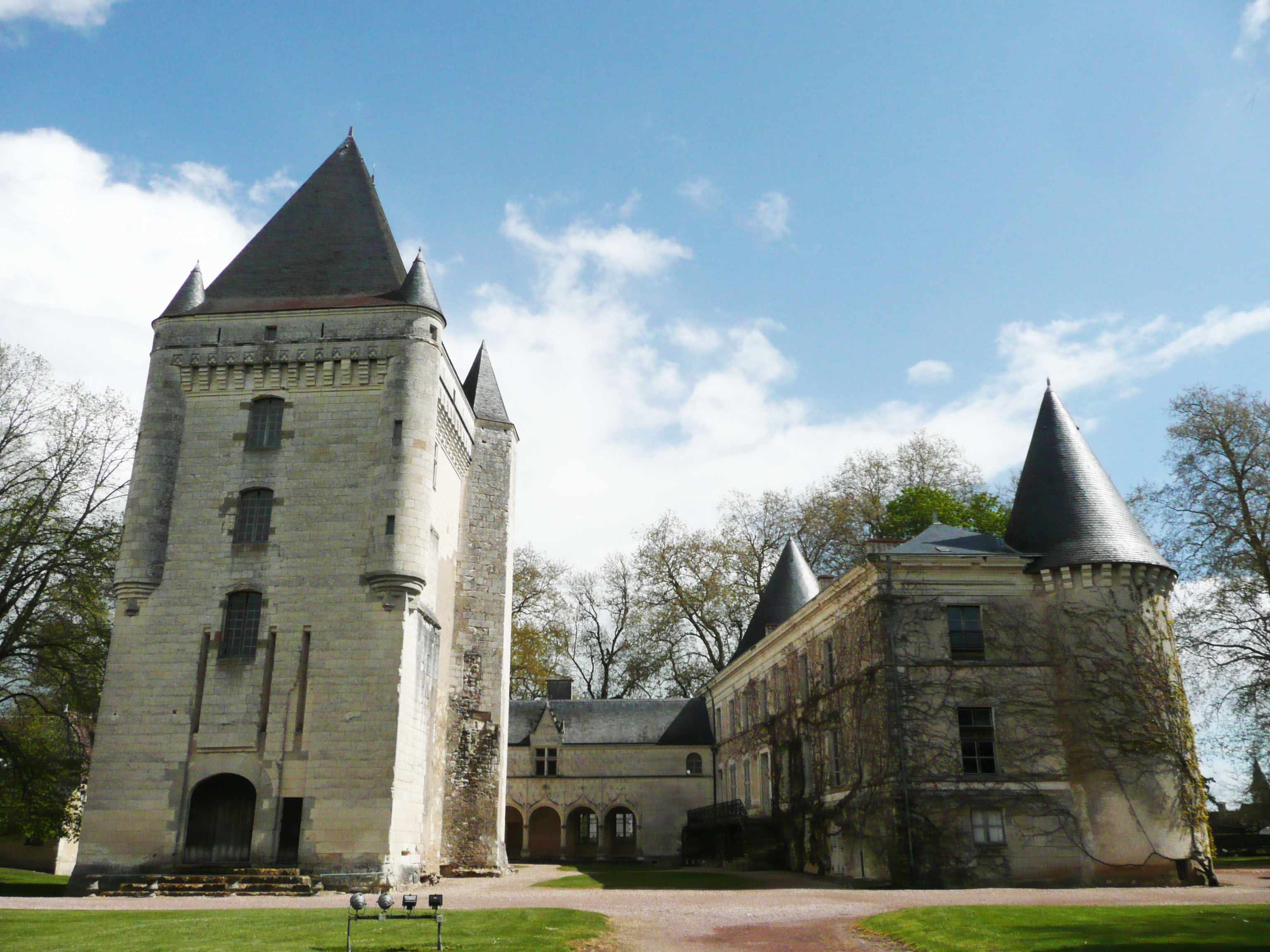
Le château d'Argy en 2012.

### Personnalités liées à la commune
- Raymonde Vincent (1908-1985), écrivaine française, lauréate du prix Femina en 1937, née à Villours, hameau de la commune d'Argy[36].